# Флаг Качугского района
Флаг муниципального образования Качу́гский район Иркутской области Российской Федерации.
Флаг утверждён 28 августа 2009 года и внесён в Государственный геральдический регистр Российской Федерации с присвоением регистрационного номера 5732.
Флаг является официальным символом Качугского района.

## Описание
«Прямоугольное полотнище с отношением ширины к длине 2:3, состоящее из двух горизонтальных полос — белой и голубой (1:3) и воспроизводящее посередине белой полосы изображение чёрного, обернувшегося на бегу, соболя, а посередине голубой — изображение белого скачущего оленя с чёрными глазами».

## Обоснование символики
Территория Качугского района — своеобразный музей Иркутской области под открытым небом. В Качугском районе находится более 300 памятников истории и архитектуры, в том числе древние могильники и знаменитые Шишкинские писаницы. На берегу реки Лены, в 3 км выше деревни Шишкино на спускающихся к воде скалах хорошо видны уникальные рисунки-петроглифы. Впервые их описал участник Великой Северной экспедиции Степан Крашенинников в 1736 году. Подробно изучавший петроглифы, известный советский археолог, академик Алексей Окладников отнёс «писаницы» к эпохе палеолита — времени зарождения первобытного искусства. На одном из наскальных рисунков изображён конный воин со знаменем в руках. Это изображение стало основой герба Республики Саха (Якутия). Аналогичные рисунки можно видеть и у деревни Картухай, близ которой в скале находится пещера со следами древней стоянки. В ней и по сей день, находят костяные и железные наконечники стрел, предметы быта древних людей. Всего на скалах в верховьях Лены нарисовано почти 2 тысячи рисунков. Сцены охоты, быта, картины переселения народов легли на природное полотно, протяжённость которого 3,5 км.
На флаге Качугского района стилизованное изображение фигурок соболя и оленя — аллегория наскальных рисунков, символ памятников истории и архитектуры здешних мест.
Соболь — символ процветания Сибирских земель, поскольку именно пушнина как «мягкое золото» манила в далёкие неизведанные края первопроходцев.
Олень — символ богатой фауны здешних лесов, основа жизнедеятельности проживающих в Качугском районе представителей коренного малочисленного народа Севера — эвенков.
Белая полоса над голубым полем — аллегория нового пешеходного подвесного моста через реку Лену — предмет особой гордости жителей Качуга. Длина пролёта моста составляет 126 м, ширина — 2 м. Раньше жители Качуга пользовались понтонным мостом. Содержание его было весьма затратным для муниципального бюджета. Каждую осень мост разбирали, а весной собирали и ремонтировали. С постройкой нового пешеходного моста сообщение между частями района стало круглогодичным.
Голубой цвет (лазурь) — символ всех водных ресурсов района (рек, речушек, озёр), символ возвышенных устремлений, искренности, преданности, возрождения.
Чёрный цвет символизирует благоразумие, мудрость, скромность, честность.
Белый цвет (серебро) — символ чистоты, ясности, открытости, божественной мудрости, примирения